# Lan sừng nai
Lan sừng nai hay sừng nai (danh pháp hai phần: Phalaenopsis cornu-cervi) là một loài lan, có mặt từ Đông Dương đến miền tây Malesia vàPhilippines.
Tại Việt Nam, cây có mặt ở Thừa Thiên Huế và Bảo Lộc (Lâm Đồng).

## Hình ảnh

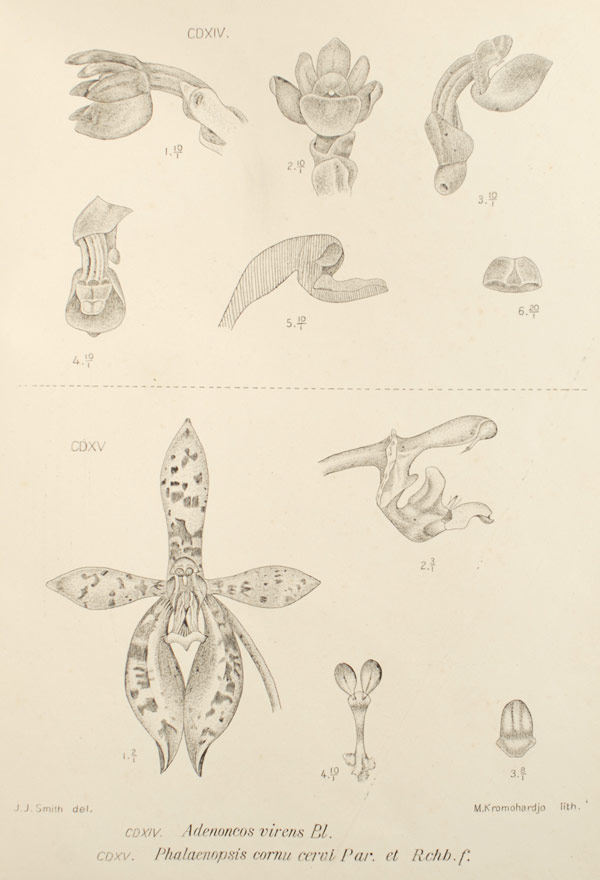
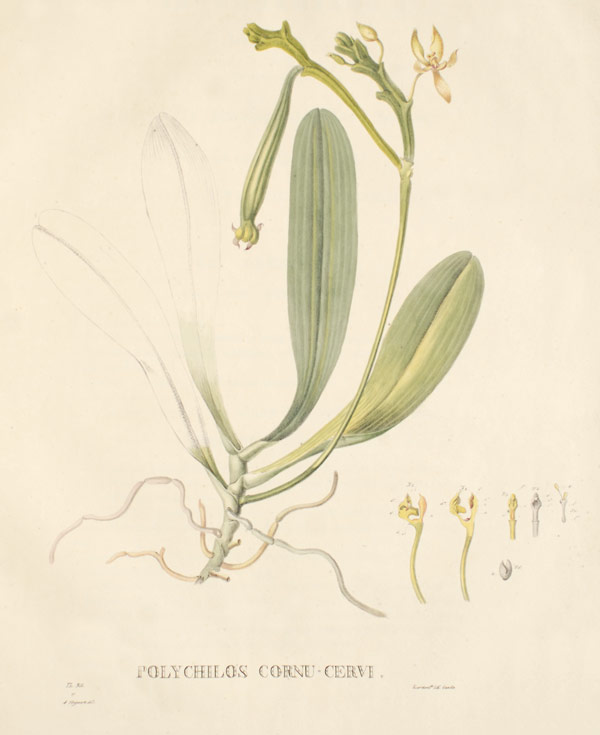
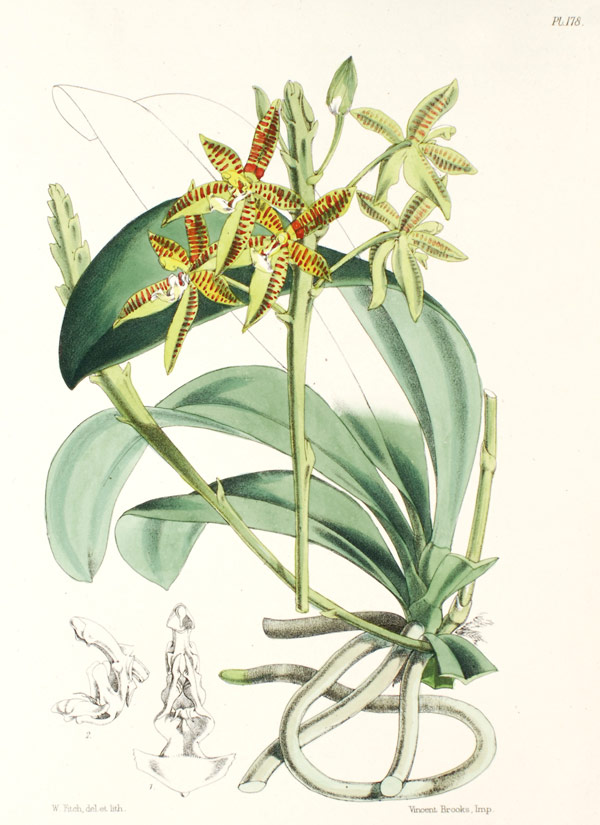
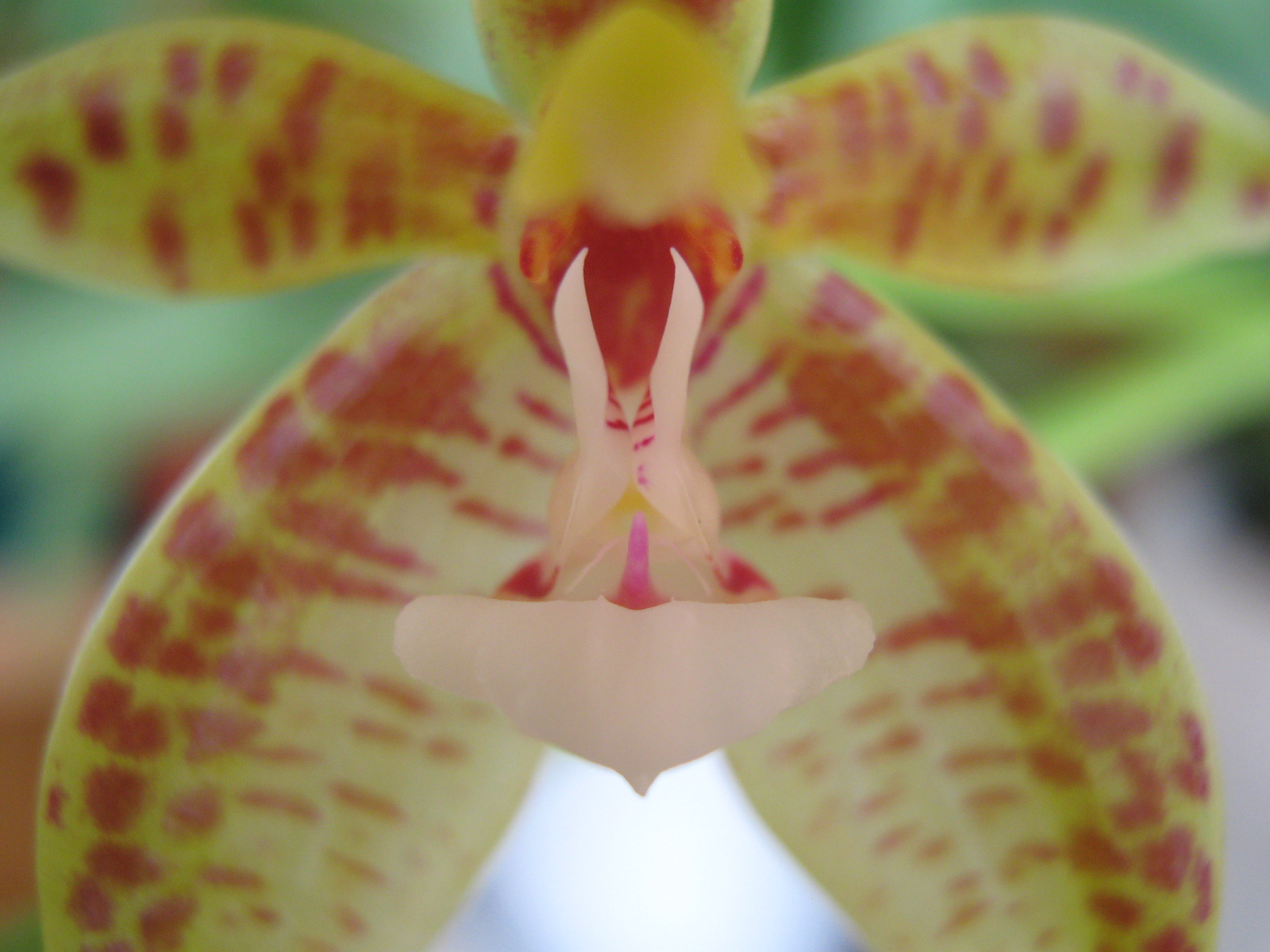